# Casa Figuerola (Calaf)
La Casa Figuerola és un habitatge del municipi de Calaf (Anoia) que forma part de l'Inventari del Patrimoni Arquitectònic de Catalunya.

## Descripció
És una casa noble, de planta baixa i dos pisos. Té façana al carrer del Ravalet i el darrere dona a la plaça del Firal. La façana principal consta de tres cossos verticals. El cos central de dos balcons a cada pis i els cossos laterals d'un balcó a cada pis. Tres de les primitives portes estan tapiades i l'entrada és practicable per l'única porta que resta al cos central.

## Història
La casa Figuerola fou construïda per la família Segarra, propietaris importants de la vila de Calaf. Actualment pertany a la família Figuerola, propietària i comerciant i, antigament, administradora de diverses poblacions del ducat de Cardona. Fill d'aquesta casa fou Laureà Figuerola i Ballester, ministre de finances dues vegades durant la primera República i president del Senat.